# Ляхович, Татьяна Николаевна
Татьяна Николаевна Ляхович (укр. Тетяна Миколаївна Ляхович; род. 20 мая 1979, Голынь, Калушский район, Ивано-Франковская область, Украинская ССР, СССР) — украинская спортсменка-легкоатлетка (метание копья); Мастер спорта Украины международного класса. Участница летних Олимпийских игр в Сиднее (2000), Афинах (2004) и Пекине (2008), владелец Кубка Европы 2003 года (Словения).

## Биография
Родилась 20 мая 1979 года в селе Голынь Калушского района Ивано-Франковской области Украинской ССР.
Уже в пятом классе школы Татьяну приметил её первый тренер — учитель физического воспитания Степан Грицак. В седьмом классе она стала членом сборной команды школы по лёгкой атлетике. Степан Грицак сориентировал девочку на освоение азов мастерства в метании копья, и уже через два года Ляхович стала лучшей копьеметательницей области среди женщин.
После окончания средней школы Татьяна Ляхович поступила на учебу в Ивано-Франковский техникум физической культуры, где тренировалась под руководством заслуженного тренера Украины Ивана Шарого. Именно здесь она начала серьезно заниматься легкой атлетикой. 
Поступив в Прикарпатский университет им. В. Стефаника, продолжила занятия спортом, и еще во время учебы в этом вузе выполнила норматив мастера спорта Украины, а также вошла в состав украинских юношеских и юниорских сборных команд. Затем стала членом взрослой легкоатлетической сборной команды Украины.
После окончания спортивной карьеры Татьяна Ляхович стала тренером и работала вместе с Иваном Шарием. Среди её увлечений — выпекание тортов.

## Достижения
Т. Н. Ляхович победила на юниорском чемпионате Украины (1997), показала 14-й результат на чемпионате Европы среди юниоров (1998), завоевала серебряную награду на молодежном чемпионате Европы в Гётеборге (Швеция, 1999).
Своим лучшим достижением считает восьмое место на Олимпийских играх в Афинах, где спортсменка установила новый рекорд Украины. В 2008 году ей покорился новый национальный рекорд в метании копья — 63 метра 23 сантиметра.